# Paul Molitor
Paul Leo Molitor (né le 22 août 1956 à Saint Paul, Minnesota, États-Unis) est un ancien joueur de baseball élu en 2004 au Temple de la renommée. Il est depuis novembre 2014 le manager des Twins du Minnesota.
Paul Molitor joue dans la Ligue majeure de baseball de 1978 à 1998. Il évolue pour les Brewers de Milwaukee au cours des 15 premières saisons de sa carrière, avant de passer trois ans chez les Blue Jays de Toronto puis trois autres avec les Twins du Minnesota. Reconnu pour ses aptitudes en offensive et sa rapidité, Molitor est l'un des 6 joueurs de l'histoire à compter plus de 3 000 coups sûrs et plus de 500 buts volés. Parfois joueur de troisième but et de deuxième but, il gagne 4 Bâtons d'argent au poste de frappeur désigné et est le seul joueur élu au Temple de la renommée à avoir joué la majorité de ses matchs dans ce rôle. Invité à 7 matchs d'étoiles, Molitor est le joueur par excellence de la Série mondiale 1993 remportée par Toronto.

## Carrière de joueur
Joueur des Golden Gophers de l'université du Minnesota, Paul Molitor est un choix de première ronde des Brewers de Milwaukee et le 3e joueur sélectionné à la séance de repêchage amateur de juin 1977 après Harold Baines des White Sox de Chicago et Bill Gullickson des Expos de Montréal. Il joue le 7 avril 1978 son premier match avec les Brewers, l'équipe à laquelle il demeure le plus associé et avec qui il dispute 15 des 21 premières saisons de sa carrière. À cette première année, il termine second du vote de fin de campagne désignant la recrue de l'année de la Ligue américaine, derrière le lauréat Lou Whitaker des Tigers de Détroit.
Il connaît 4 saisons de plus de 200 coups sûrs, sous trois uniformes différents. Il mène la Ligue américaine en 1982 avec 201 coups sûrs pour les Brewers puis en 1996 avec 225 pour les Twins. Il mène les deux ligues majeures avec 216 coups sûrs pour Milwaukee en 1991 et 211 pour Toronto en 1993. En 1987 il connaît une séquence de 39 matchs avec au moins un coup sûr, alors la plus longue du genre depuis 1978.
Il entre dans le club sélect des joueurs ayant frappé 3 000 coups sûrs en carrière le 16 septembre 1996 avec une réussite aux dépens du lanceur José Rosado des Royals, au Kauffman Stadium de Kansas City. Molitor est le premier et toujours seul joueur de l'histoire à réussir un triple pour son 3 000e coup sûr. La veille, un autre natif de Saint Paul au Minnesota, Dave Winfield, avait lui aussi atteint les 3 000 coup sûr dans un autre match. En 1996, Molitor devient le premier joueur âgé de 40 ans ou plus à compter plus de 200 coups sûrs en une saison (225).
À trois reprises, il mène la Ligue américaine pour les points marqués. Deux fois il mène les majeures à ce chapitre : en 1982 avec 136 points comptés et en 1991 avec 133, en plus d'être premier de l'Américaine avec 114 durant la saison 1987. Il réussit son sommet personnel de 41 doubles lors des saisons 1987, où il est premier de l'Américaine pour les coups de deux buts, puis en 1996. Ses 13 triples mènent l'Américaine en 1991 mais son record personnel de 16 est réalisé en 1979.
Molitor ne mène jamais la ligue pour les buts volés en une saison mais en réussit au moins 20 dans 13 saisons différentes, 30 dans 8 saisons différentes, et plus de 40 en 4 occasions. Son record personnel en une année est de 45 en 1987. Le 5 avril 1996, il est retiré en tentative de vol par Gregg Zaun des Orioles de Baltimore, une première depuis 1993, ce qui met fin à une série de 36 vols de buts réussis consécutivement. Au cours de sa carrière, Molitor réussit ses tentatives de vols de buts 79,4 pour cent du temps, un taux de succès remarquable, et il réussit 32 vols en 32 essais au cours des saisons 1994 et 1995.

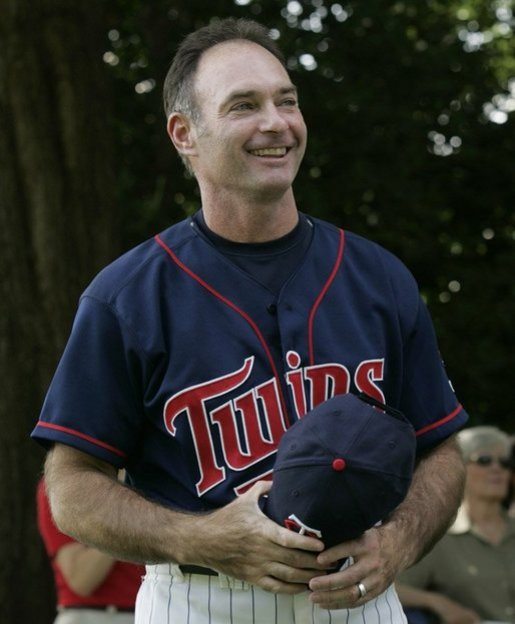
Paul Molitor vêtu de l'uniforme des Twins du Minnesota lors de sa participation à un match amical de tee-ball en juillet 2005 sur la pelouse de la Maison-Blanche.

Il est invité au match des étoiles en 1980, 1985, 1988, 1991, 1992, 1993 et 1994. On lui décerne le Bâton d'argent du meilleur frappeur désigné en 1987, 1988, 1993 et 1996. Il termine deuxième au vote annuel désignant le joueur par excellence de la saison en 1993, une année où Frank Thomas des White Sox de Chicago est un choix unanime, et prend la 5e vote pour le même prix en 1987.
Paul Molitor maintient une moyenne au bâton en carrière de ,306 en 2 683 matchs joués. Il mène par ailleurs la Ligue américaine à trois reprises et les majeures à deux reprises pour le nombre de passages au bâton en une saison, et fait 12 167 voyages à la plaque en 21 années de carrière. Il frappe au-dessus des ,300 de moyenne dans 12 saisons différentes. Sa meilleure moyenne en une année s'élève à ,353 en 1987 pour Milwaukee, surpassée seulement cette année-là par Tony Gwynn et Wade Boggs.
Il compte 3 319 coups sûrs, dont 605 doubles, 114 triples et 234 circuits. Il vole 504 buts en 635 essais, marque 1 782 points, récolte 1 307 points produits et affiche une moyenne de présence sur les buts de ,369.
Il se distingue en séries éliminatoires avec une moyenne au bâton de ,368 en 29 matchs, 43 coups sûrs dont 14 de plus d'un but, 6 circuits, 22 points produits et 28 points marqués, mais seulement 3 buts volés. En 1982, alors que les Brewers remporte le titre de la Ligue américaine, Molitor frappe pour ,316 en 5 matchs de Série de championnat face aux Angels de la Californie puis élève son jeu d'un cran pour frapper dans une moyenne de ,355 dans les 7 matchs de la Série mondiale perdue aux mains des Cardinals de Saint-Louis. Il connaît de spectaculaires séries éliminatoires pour les Blue Jays de Toronto, champions de la Série mondiale 1993 : après avoir frappé pour ,391 de moyenne en finale de la Ligue américaine contre les White Sox, il réussit 12 coups sûrs en 24 présences au bâton avec deux circuits et 8 points produits en 6 matchs contre Philadelphie pour être nommé joueur par excellence de la Série mondiale.
Avec 3 319 coups sûrs et 504 buts volés, Molitor est l'un des 6 joueurs des majeures avec au moins 3 000 coups sûrs et 500 buts volés, aux côtés de Ty Cobb, Rickey Henderson, Honus Wagner, Eddie Collins et Lou Brock.
En 2004, Paul Molitor est élu au Temple de la renommée du baseball comme un Brewer. Il est le premier, et en date de 2014 toujours le seul joueur élu à avoir majoritairement évolué comme frappeur désigné.

## Carrière d'entraîneur
De 2000  à 2003, Paul Molitor est l'instructeur de banc des Twins du Minnesota, aux côtés de Tom Kelly la première année, puis de Ron Gardenhire. Il est pressenti pour remplacer Kelly lorsque celui-ci part à la retraite, mais il refuse de s'engager en raison de l'avenir incertain de la franchise, dans une situation économique précaire et alors menacée d'être dissoute par le baseball majeur,.
En 2004, Molitor est instructeur des frappeurs des Mariners de Seattle.
Il revient dans l'organisation des Twins et de 2005 à 2013 enseigne la défensive à l'avant-champ et la course autour des buts aux jeunes joueurs de ligues mineures évoluant au sein des différents clubs affiliés à la franchise. En 2014, il est invité à remplir le même rôle mais cette fois auprès des joueurs de niveau majeur chez les Twins, toujours dirigés par Ron Gardenhire. Lorsque ce dernier perd son poste de gérant au terme de la saison 2014, Molitor devient rapidement un candidat à sa succession.
Fort d'un contrat de trois saisons, Paul Molitor est nommé gérant des Twins du Minnesota le 3 novembre 2014.
Le 23 mars 2015, Molitor dirige les Twins à Clearwater en Floride dans un match pré-saison contre les Phillies de Philadelphie de Ryne Sandberg. Il s'agit de la première fois que s'affrontent deux clubs dirigés par d'anciens joueurs élus au Temple de la renommée du baseball. Aucun match interligue, donc comptant officiellement pour le classement de la saison régulière, n'est toutefois prévu entre les deux équipes.
Sous la direction de Molitor, la jeune équipe des Twins gagne 83 matchs contre 79 défaites en 2015. Elle n'est éliminée de la course aux séries éliminatoires qu'à l'avant-dernier match de la saison et réussit une première saison gagnante depuis 2010.
Molitor est le premier gérant de l'histoire des majeures à prendre un club perdant de 100 matchs ou plus en une saison et à l'amener en séries éliminatoires la saison suivante. En effet, après avoir encaissé 103 défaites en 2016, les Twins réalisent une performance de 85 victoires et 77 défaites l'année suivante, se qualifiant en éliminatoires comme meilleurs deuxièmes. Le parcours de l'équipe se termine cependant par une défaite de 8-4 aux mains des Yankees de New York lors du match de meilleur deuxième, mais Paul Molitor reçoit pour ses efforts le titre de gérant de l'année 2017 dans la Ligue américaine. Il est le 3e pilote des Twins à recevoir le prix après Tom Kelly en 1991 et Ron Gardenhire, qui avait reçu l'honneur en 2010 à la dernière présence du club en éliminatoires avant cette saison 2017.

## Palmarès
- Élu 7 fois au match des étoiles
- Joueur par excellence de la Série mondiale en 1993
- L'un des 4 joueurs ayant 3 000 coups sûrs et 500 buts volés
- Joueur élu Temple de la renommée du baseball
- Manager de l'année de la Ligue américaine en 2017